# Chikushino
Chikushino (筑紫野市; -shi) é uma cidade japonesa localizada na prefeitura de Fukuoka.
Em 2003 a cidade tinha uma população estimada em 95 892 habitantes e uma densidade populacional de 1 093,04 h/km². Tem uma área total de 87,73 km².
Recebeu o estatuto de cidade a 1 de Abril de 1972.